# Eidgenössische Sammlung
Eidgenössische Sammlung (en alemán, literalmente "Colección Confederada") fue un partido político suizo, fundado en 1940 por Robert Tobler como sucesor del Frente Nacional recientemente disuelto.
El partido exigió un ajuste en la política suiza para favorecer a los poderes del Eje. Esto fue particularmente importante ya que, después de junio de 1940, el país estaba rodeado de estados fascistas y nacionalsocialistas. Fue abierto en su lealtad hacia el Tercer Reich.
El Eidgenössiche Sammlung fue supervisado de cerca por el estado debido a sus orígenes, por lo que no pudo desarrollarse libremente. En 1943, la policía finalmente tomó medidas enérgicas contra el grupo y fue ilegalizado junto con todas sus suborganizaciones como parte de una iniciativa gubernamental más amplia contra el Frente Nacional y sus ramificaciones.